# Max Rudeloff

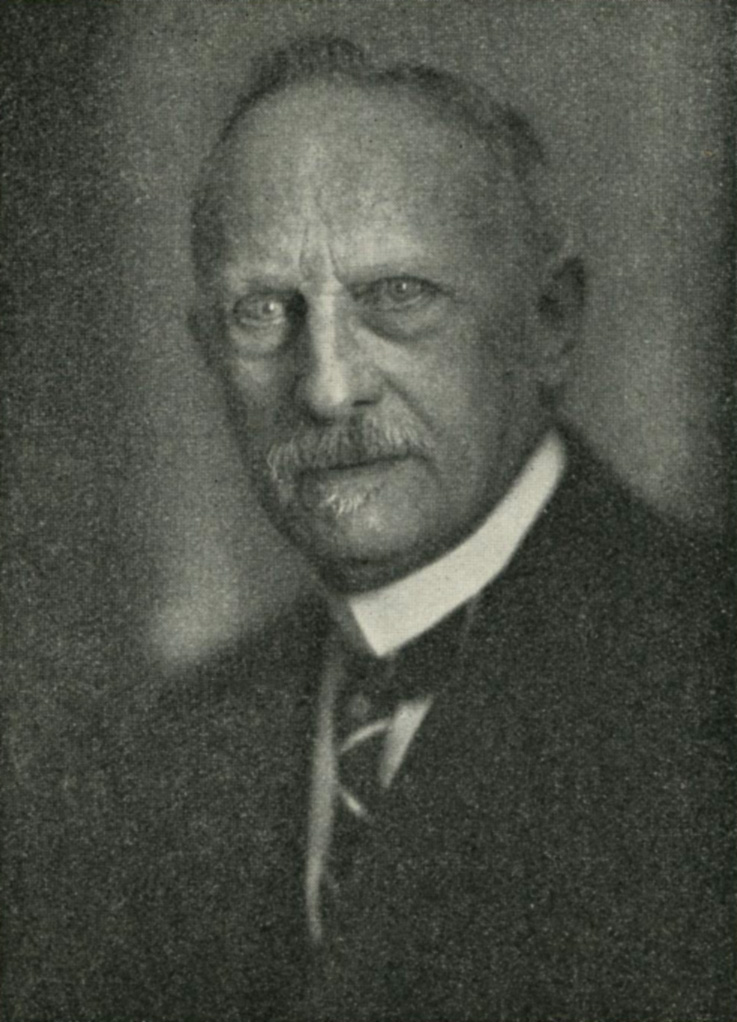
Max Rudeloff

Max Rudeloff (* 23. Oktober 1857 in Hinrichshagen; † 18. Juli 1929 in Berlin) war ein deutscher Maschinenbauingenieur, Hochschullehrer für Materialprüfungswesen und Direktor des Königlich Preußischen Materialprüfungsamts in Berlin.

## Leben
Max Rudeloff besuchte die Gymnasien in Wittstock und Waren (Müritz) und trat als Eleve 1874 in die Schiffs- und Maschinenbauanstalt „Hansa“ in Rostock ein. Sein Abitur legte er im Oktober 1878 in Rostock ab. Im Wintersemester 1878/1879 schrieb sich Rudeloff sich an der Technischen Hochschule (Berlin-)Charlottenburg für das Fach Maschinenbau ein. Im Wintersemester 1879/1880 wurde er Mitglied des Corps Saxonia-Berlin. Seinen Militärdienst als Einjährig-Freiwilliger leistete er vom 1. Oktober 1880 bis zum 30. September 1881. Im Februar 1883 bestand er das erste Staatsexamen.
Am 1. März 1883 wurde er wissenschaftlicher Assistent an der Mechanisch-Technischen Versuchsanstalt der Technischen Hochschule Charlottenburg. Am 1. April 1890 wurde Rudeloff zum Abteilungsleiter der Abteilung Materialprüfung befördert. Auf seine Verdienste aufmerksam geworden, verlieh ihm das preußische Kultusministerium am 19. Dezember 1894 den Professorentitel, und am 10. Dezember 1908 erhielt er den Titel eines Geheimen Regierungsrats. Nach dem Tod des ersten Direktors dieses Amtes, Adolf Martens († 24. Juli 1914), wurde Rudeloff am 12. Mai 1915 zum Direktor der Einrichtung ernannt. Rudeloff lehrte ab dem Wintersemester 1897/1898 an der Technischen Hochschule Charlottenburg das Fach Materialprüfungswesen. Die Hochschule berief ihn am 16. September 1922 zum ordentlichen Honorarprofessor. Zugleich unterrichtete er ab 1905 zehn Jahre Offiziere an der Militärtechnischen Akademie in Berlin-Charlottenburg. 1922 wurde er zum Mitglied des Kuratoriums der Chemisch-Technischen Reichsanstalt berufen.
Rudeloff war von 1902 bis 1911 Herausgeber der von Johann Gottfried Dingler im Jahr 1820 begründeten Zeitschrift Polytechnisches Journal. Er forschte vor allem auf dem Gebiet des Einflusses der Wärme und der Verformung auf die Festigkeitseigenschaften gebräuchlicher Metalle als Werkstoffe. Über diese und andere Forschungserkenntnisse publizierte Rudeloff in Fachzeitschriften. Er gehörte dem Verein Deutscher Ingenieure (VDI) an und war in dessen Berliner Bezirksverein aktiv. Rudeloff war ordentliches Mitglied der Preußischen Akademie des Bauwesens.

## Ehrungen und Auszeichnungen
- 1913: preußischer Kronen-Orden III. Klasse[5]
- 25. November 1918: Ehrendoktorwürde (als Dr.-Ing. E. h.) der Technischen Hochschule Karlsruhe
- 16. Mai 1938: Benennung des Rudeloffwegs in Berlin-Dahlem[6]

## Schriften
- Untersuchungen von Eisenbetonsäulen mit verschiedenartiger Querbewehrung. Berlin 1914. (DNB 362198101)
- Der Einfluß der Nietlöcher auf die Längenänderung von Zugstäben und die Spannungsverteilung in ihnen. Berlin 1915. (DNB 362198098)
- (mit Max Gary): Probebelastung von Decken. Berlin 1915 (DNB 579914887).
- (mit Max Gary): Eigenschaften von Stampfbeton. Berlin 1917 (DNB 579914860).
- Das Verhältnis zwischen den Dehnungen von Zugproben mit den Messlängen l=5 d und l=10 d bei sonst gleichen Abmessungen und aus demselben. Berlin 1919 (DNB 362198128).
- Versuche zur Prüfung und Abnahme der 3000 t-Maschine. Berlin 1920 (DNB 362198144).
- Versuche mit Anschlüssen steifer Stäbe. Berlin 1921 (DNB 362198136).
- Ein Beitrag zur Prüfung von Treibriemen. Berlin 1929 (DNB 36219808X).